# Адамс, Уэйман
Уэйман Адамс (англ. Wayman Elbridge Adams; 1883—1959) — американский художник.

## Биография
Родился 23 сентября 1883 года в городе Манси, штат Индиана, США.

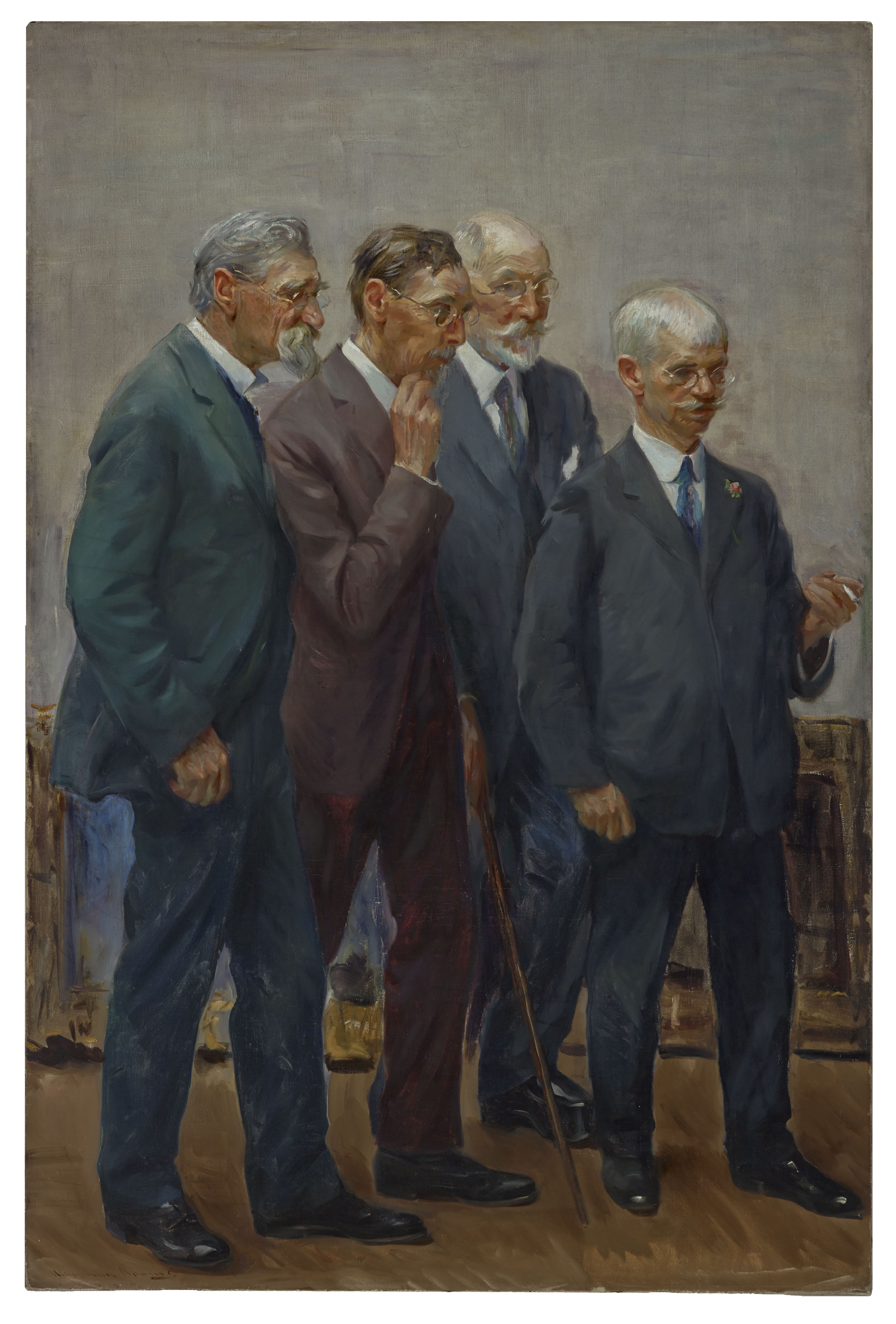
Работа Уэймана Адамса — художники группы Hoosier Group

В раннем возрасте заинтересовался рисованием и живописью, этот интерес был поощрен его отцом, художником-любителем. Обучался в Индианаполисе в школе Herron School of Art and Design. Затем продолжил своё обучение под руководством художника Уильяма Чейза во Флоренции.
Работая художником, Адамс много путешествовал. Некоторое время жил и работал в Нью-Йорке, а также в Калифорнии. Стал известен в художественных кругах Соединенных Штатов из-за быстрого создания стилизованных портретов очень известных лиц, в числе которых были и политические лидеры. За свою быструю портретную живопись получил среди художников и педагогов прозвище «молния» — его работы часто завершались в один присест. Карьера художника процветала, а новые портреты выдающихся людей приносили бо́льшую известность.
Адамс поддерживал дружественные отношения с известным американским художником-импрессионистом — Фрэнсисом Брауном, который также учился в Herron School of Art and Design. Позже Адамс создал красочный портрет Брауна.
Умер в 1959 году в городе Остин, штат Техас. Был похоронен на кладбище Oakwood Cemetery. Жена — Margaret Boroughs Adams (1882—1965), сын — Wayman C. Adams (1924—1981).
Работы художника хранятся в Художественном музее Нового Орлеана.